# 第1回印象派展
| ナダールのアトリエの位置第1回印象派展 (パリ1区)第1回印象派展 (パリ) |

第1回印象派展（だいいっかいいんしょうはてん、仏: Première exposition des peintres impressionnistes）は、印象派の画家たちによる最初のグループ展である。1874年4月15日から5月15日まで開催され、30名の画家たちが165品を展示した。主な出品者に、クロード・モネ、エドガー・ドガ、ピエール＝オーギュスト・ルノワール、カミーユ・ピサロがいる。正式名称は「画家、彫刻家、版画家などによる共同出資会社の第1回展」である。

## 展覧会開催の背景

### バティニョール派の形成

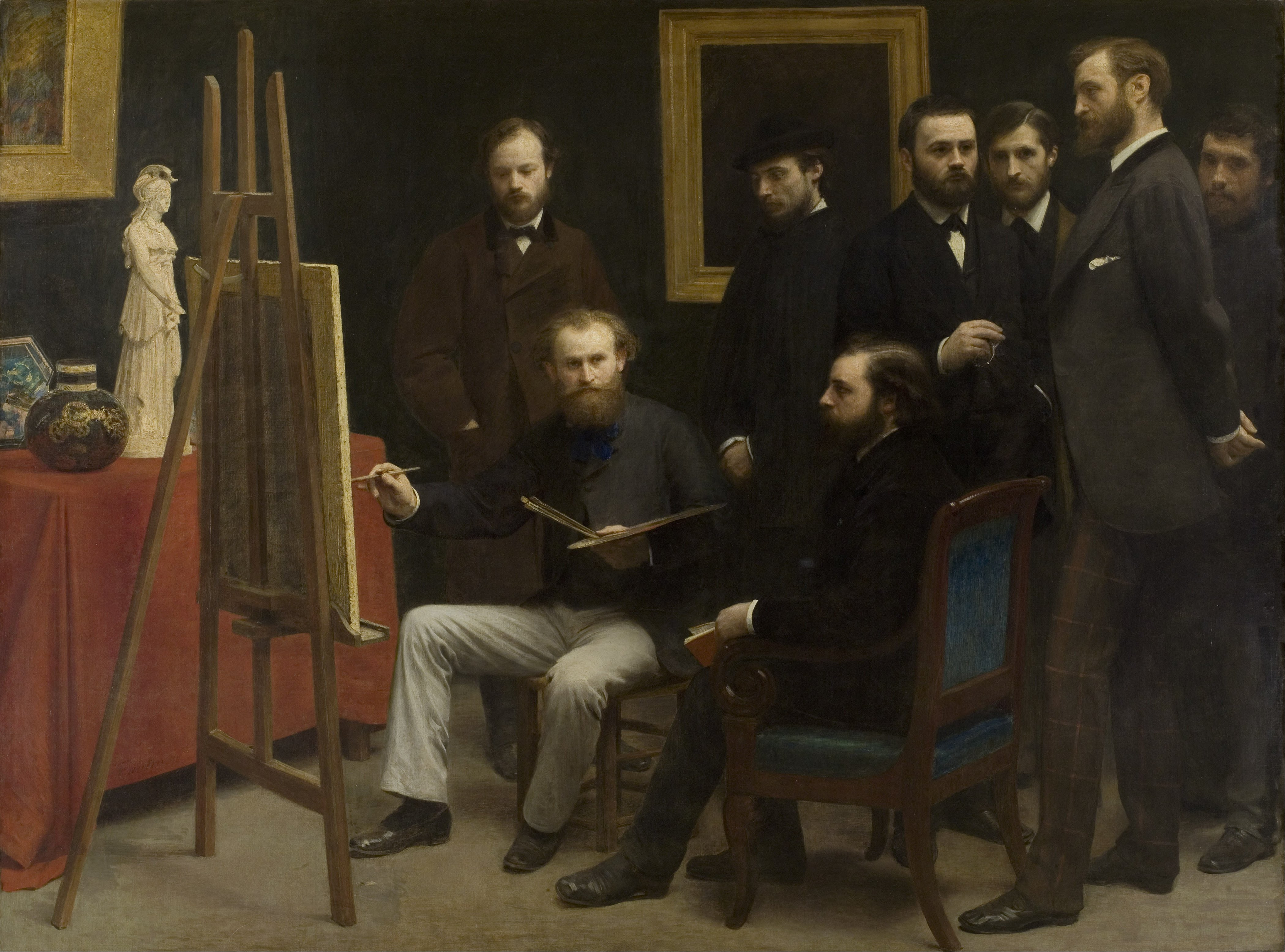
アンリ・ファンタン＝ラトゥール作『バティニョールのアトリエ』（1870年）
----
絵筆をとるマネを取り囲むルノワール、モネ、バジール、ゾラなど。

のちに「印象派」と呼ばれる画家たちは、それぞれ小さなグループを形成していた。クロード・モネ、カミーユ・ピサロ、ポール・セザンヌ、アルマン・ギヨマンはシャルル・シュイスの開いた画塾、アカデミー・シュイスで学び友情関係で結ばれた。モネはシャルル・グレールの画塾にも顔を出し、フレデリック・バジール、ピエール＝オーギュスト・ルノワール、アルフレッド・シスレーらと交友を深めた。この2つの小さなグループはモネが仲立ちとなって、交友を結んでいった。その後、画家たちは、モンマルトルのバティニョール街（現、クリシー街）にあったカフェ・ゲルボアに集まり、絵画について議論をするようになった。
エドゥアール・マネは、1863年のサロン（官展）に落選した『草上の昼食』が大スキャンダルとなった一方、彼の周囲には若い芸術家たちが集まるようになり、1866年頃からカフェ・ゲルボアで週に1度の会合をもつようになった。エミール・ゾラらの文学者、ルイ・エドモン・デュランティ、テオドール・デュレといった批評家、画家ではモネ、バジール、ドガ、ルノワール、ピサロ、シスレー、セザンヌ、彫刻家で詩人のザカリー・アストリュク、版画家のフェリックス・ブラックモン や マルスラン・デブータン、写真家のナダールといった人びとが、新しい芸術を生み出すべく、議論を重ねた。彼らはカフェのある街路にちなみ「バティニョール派」、または中心人物の名にちなんで「マネ派」と呼ばれた。

### サロンの保守傾向と「落選者展」
第1回印象派展以前は、フランス美術アカデミーの主導するサロンが、一般市民に作品を公開する画家たちの数少ない場であった。当時、構成や形式を重んじる理論化された古典主義がフランス美術アカデミーの掲げる美の象徴であった。そのため、サロンに出品する画家らは、古典主義の規範に則ることを余儀なくされた。これとは対照的に、のちに「印象派」と呼ばれる画家たちが出品した作品は、このような美術アカデミーの規範とは相容れず、しばしば落選の憂き目に遭った。
ことにナポレオン3世がフランス皇帝となって政治体制の強化に乗り出すと、それに並行してアカデミーも保守性を強めた。1863年のサロンでは、それまで美術アカデミーが管轄していたエコール・デ・ボザールの校長を帝室美術大臣が任命することとなるなど、美術教育の権限を芸術アカデミーから美術行政に移す改革が断行されたこともあって、美術アカデミーによる審査はいっそう厳格になり、応募作品5000点のうち5分の3もの作品が落選した。ナポレオン3世は、落選者たちが不満の声をあげていることを知ると、苦情の正当性を民衆に委ねるべくサロンの開催に伴い落選者展を組織させた。この落選者展によって、美術アカデミーの原則的な審査方法によって落選した作品は一般市民の目に映る機会を得た。上述の『草上の昼食』（マネ）のほか、ジェームズ・マクニール・ホイッスラーの『白いシンフォニー』も厳しい批判を浴びた。
1863年に美術総監に任命されたのがエミリアン・ド・ニューウェルケルク伯爵であった。美術アカデミーやサロンはこの美術総監の指揮下に入り、彼の意向によりフランスの美術界はいっそう保守性を増した。1867年、ニューウェルケルク伯爵は美術界の権威を損なうとして、「落選者展」の開催を拒否した。
落選者展はスキャンダルを生んだ一方で、結果としてサロン批判を高める動きにつながり、1860年代半ばから、描く対象の輪郭や固有の色よりも、周囲の光や空気の微妙な変化を正確にとらえようとする新たな芸術運動がしだいに広がっていった。

### グループ展の挫折と再構想
1867年のサロンにおいて落選した画家たちは、ニューウェルケルク伯爵が落選者展を開催しないという措置に対して、抗議したが受け入れられなかった。バティニョール派（マネ派）の画家たちは、行政の方針によって左右されるサロンの審査方法に疑問を抱いていた。そこで同派の画家たちに、クロード・モネを筆頭としたグループ展の開催の構想が浮かぶ。そこで、ギュスターヴ・クールベのパリ万国博覧会のパビリオンを利用してグループ展を開こうと計画したが、経済上の理由で開催には至らなかった。再度の落選者展を求めるアーティストたちの請願は、1867年につづき1872年にも拒否された。
1870年から71年にかけては、普仏戦争が起こり、プロイセン軍がフランスに侵入して、パリも危うくなった。マネは兵役につき、モネとシスレーはロンドンに避難し、セザンヌはプロヴァンスに、ピサロはポントワーズにそれぞれ移った。バジールはこの戦争で戦死している。
初めてバティニョール派独自のグループ展が開催される頃には、各々の画家らは懇意にしてくれる蒐集家に恵まれ、以前よりも経済的な援助にもめぐまれるようになっていた。ところが、1873年にフランスが北米発の恐慌（1873年恐慌）に見舞われると、バティニョール派の支持者で作品の流通に尽力していた画商のポール・デュラン＝リュエルが同派の画家たちへの支援を打ち切らなければならない事態となった。バティニョール派の仲間たちは、サロンよりも安定した作品の発表方法を求め、再びグループによる展覧会の開催を計画した。

## 「画家、版画家、彫刻家等、芸術家の共同出資会社」の設立

### 構想
グループでの展覧会を開催するため、バティニョール派の画家たちは、モネを筆頭に一つの組織を作ろうとする。しかし画家たちは、組織の枠組みについてそれぞれ異なった考えをもっていたため、設立までに紆余曲折をたどった。多くの画家が、展覧会をグループメンバーだけにした方がよいとする一方で、ドガはグループの展覧会には、サロンに入賞経験がある画家たちも招待すべきだと主張した。ドガは、バティニョール派に属する画家らの作品がサロンの潮流から大きく逸していると認識していた。それ故、自分たちの作品が民衆から関心を持たれなくなることを懸念し、同時に展覧会が前衛的なものであるかのように受け止められることを危惧したのである。結局、一人あたりの工面しなければならない費用が低減されるという経済上の理由から、ドガの提案は受理された。
ピサロは、「歴史画家、風俗画家、彫刻家、版画家、建築家、素描画家の協会」とでもいうべき、協同組合の結成を主張した。パン製造業者の組合をモデルにすることを提案し、そこにピサロによる罰則規定を追加した。だが、ルノワールはこのような管理規約を嫌がり、提案を退ける。ピサロの提案で株式会社設立の素案が作られ、ルノワールがその管理者となった。

### 設立
ドガはこの展覧会を中立的なものにすべく、グループの名前にナダールのアトリエのあったカピュシーヌ大通りの名にちなんで「ラ・カピュシーヌ」とすることを提案した。ルノワールも同様の意見で、明確な意味合いを持った名前に反対した。最終的に、「画家、版画家、彫刻家等、芸術家の共同出資会社」という名前になった。
「画家、版画家、彫刻家等、芸術家の共同出資会社」は、1873年12月27日に設立され、年会費60フランを支払えば参加できるものとした。創設当初の主なメンバーは、モネ、ルノワール、シスレー、ドガ、ピサロ、ギヨマン、ピエール・プラン、エドゥアール・ベリアール、レオポルド・ルヴェール、女性画家ベルト・モリゾ、ドガの友人であったルピックとアンリ・ルアールらで合計16人、暫定マネージャーはピエール＝フィルマン・マルタンであった。1874年1月17日には、美術雑誌「ラ・クロニク・デ・ザール・エ・ド・ラ・キュリオジテ（仏: La Chronique des arts et de la curiosité）」にて、この会社の設立について掲載され、公衆に発表がなされた。

## グループ展の開催

### 第1回展覧会

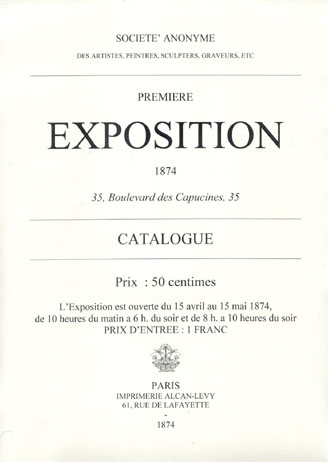
グループ展のカタログ

1874年4月15日に、サロンから独立したグループによる展覧会が開かれた。30名の芸術家が合計165点の作品を展示した。この展覧会は、同年のサロン開催の2週間前であったことから、サロンを意識して開催されたと考えられる。期間は1か月で、場所はカピュシーヌ大通り35番地で、かつて写真家のナダールが使用していたアトリエであった。午前10時から夕方の6時までと夜8時から10時まで開催していた。入場料は1フラン、カタログの値段は50サンティームであり、作成はルノワールの弟のエドモン・ルノワールが行った。展覧会の正式名称は、開催以前には「印象派」という名称がなかったため、「画家、彫刻家、版画家などによる共同出資会社の第1回展」であった。
委員たちが展示会を仕切ったが、ルノワールを除くほかの委員は積極的に参加しなかった。そのため、実質的にはルノワール一人の手で、展覧会の構成がなされた。作品の出品場所は、どの芸術家も平等に得られるように、サイズごとに分類した後、抽選でそれぞれの展示場所が決まった。
規則では、組織の年会費である60フランを支払えば、2作品を展示する権利を得るという決まりがあった。しかしほとんどの画家が、本来支払わねばならない会費以上の作品を出展した。

### 出品者と主要作品
| 出品者（生年、1874年5月1日時点での年齢）：出品点数 |
| --- |
| クロード・モネ（1840年生、33歳）:9点、ピエール＝オーギュスト・ルノワール（1841年生、33歳）:7点、アルフレッド・シスレー（1839年生、34歳）:5点、カミーユ・ピサロ（1830年生、43歳）:5点、ポール・セザンヌ（1839年生、35歳）:3点、アルマン・ギヨマン（1841年生、33歳）:3点、エドガー・ドガ（1834年生、39歳）:10点、ベルト・モリゾ（1841年生、33歳）:9点、リュドヴィック＝ナポレオン・ルピック（1839年生、34歳）:7点、レオポルド・ルヴェール（1828年生、46歳）:3点、アンリ・ルアール（1833年生、40歳）:11点、フェリックス・ブラックモン（1833年生、40歳）:6点、エミリアン・ミュロ・デュリヴァージュ（1838年生、36歳）:2点、アントワーヌ・フェルディナン・アタンデュ（1845年生、29歳）：6点、ジュゼッペ・デ・ニッティス（1846年生、27歳）:5点、オーギュスト・ド・モラン（1821年生、52歳）:4点、アルフレッド・メイエル（1832年生、41歳）:6点、ウジェーヌ・ブーダン（1824年生、49歳）:6点、ルイ・ラトゥーシュ（1829年生、44歳）:4点、ザカリー・アストリュク（1833年生、41歳）:6点、エドゥアール・ベリアール（1832年生、41歳）:4点、エドゥアール・ブランドン（1831年生、42歳）:5点、ピエール・イジドール・ビュロー（1822年生、52歳）:4点、アドルフ＝フェリックス・カルス（1810年生、63歳）:6点、ギュスターブ＝アンリ・コラン（1828年生、46歳）:5点、ルイ・ドブラ（1819年生、54歳）:4点、スタニスラス・レピーヌ（1835年生、38歳）:3点、オーギュスト・オッタン（1811年生、62歳）:10点、レオン＝オーギュスト・オッタン（1836年生、37歳）:7点、レオン＝ポール＝ジョゼフ・ロベール（1849年生、24歳）:2点。 |

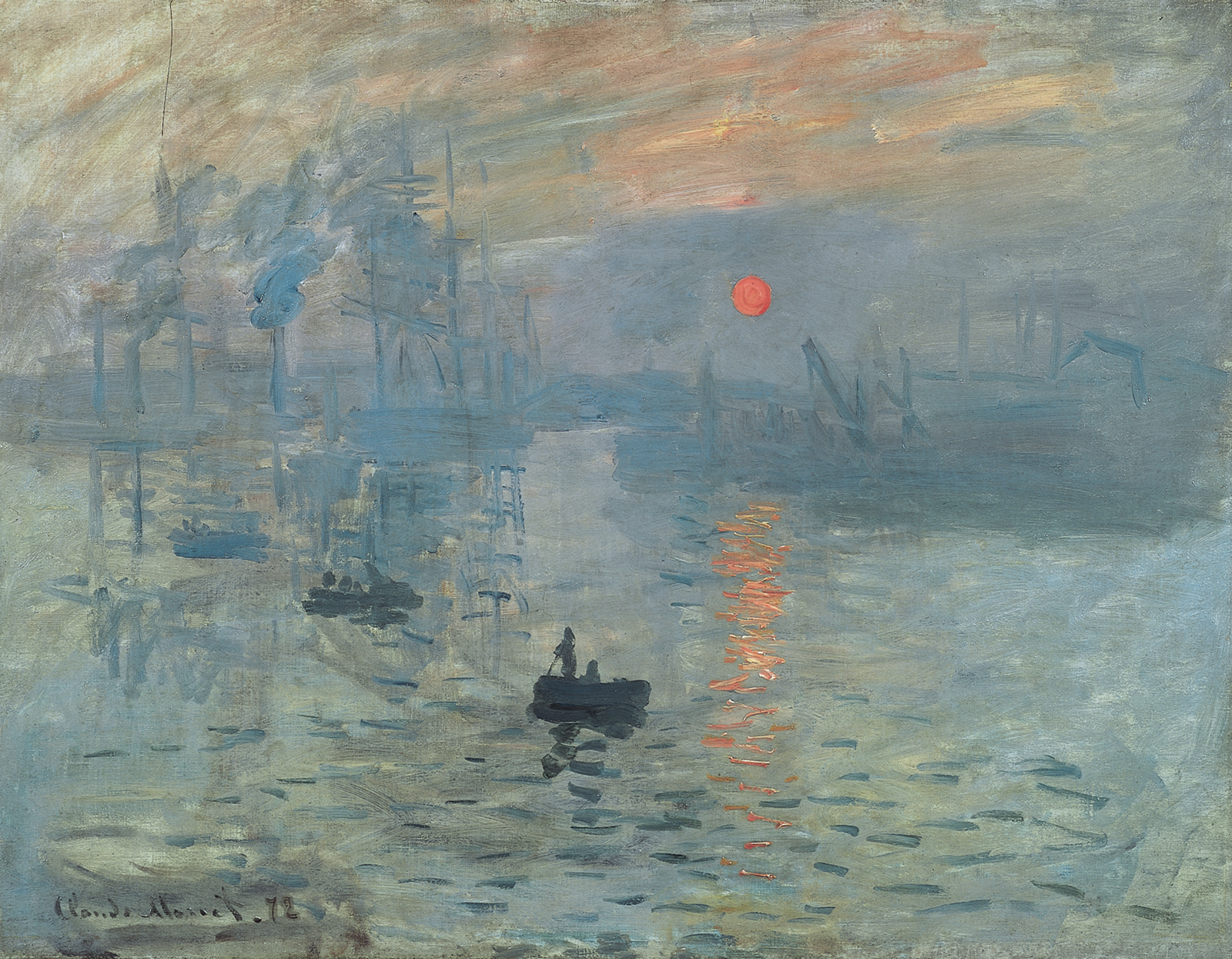
『印象、日の出』(1872) クロード・モネ
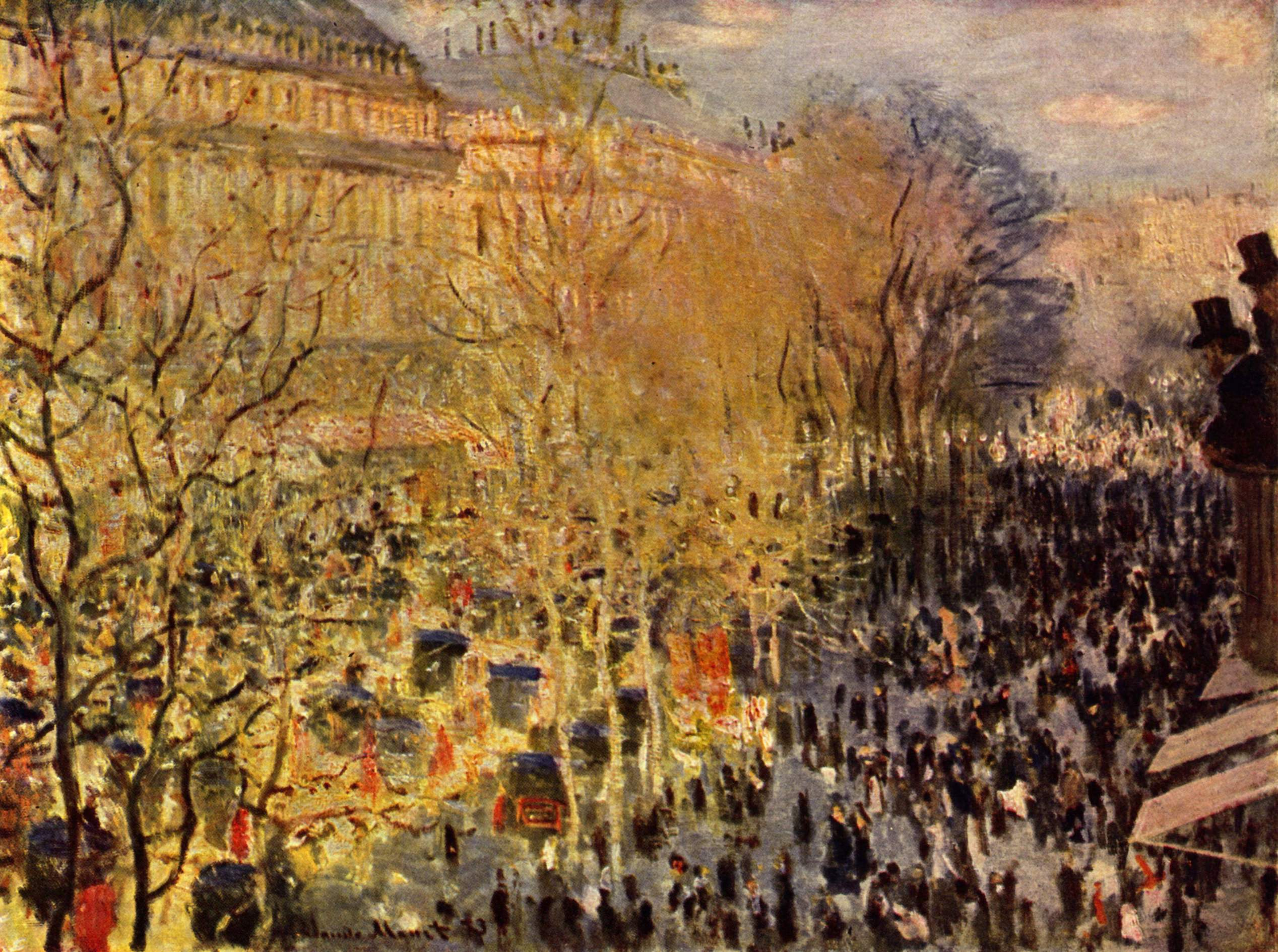
『キャピュシーヌ大通り』(1873) クロード・モネ
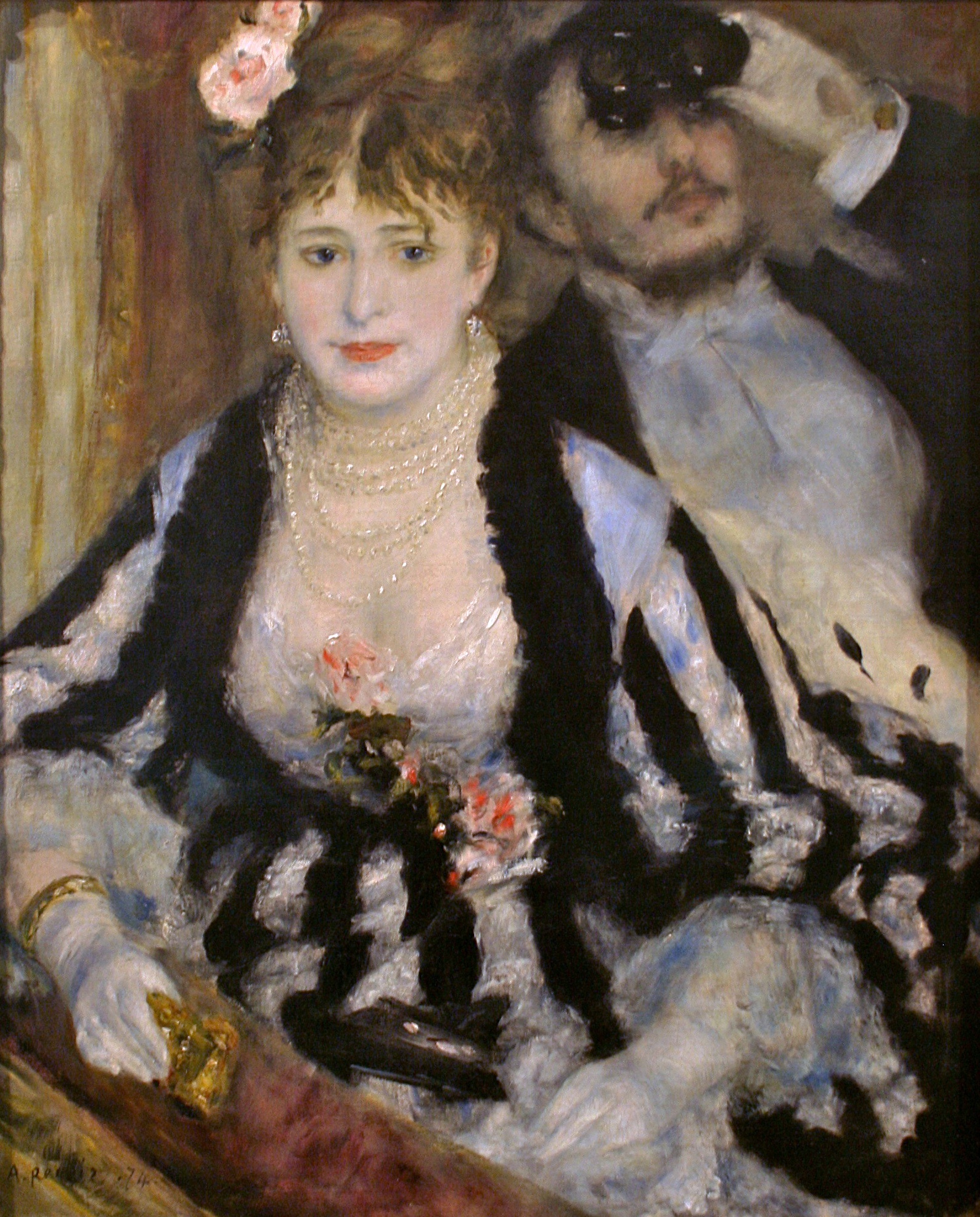
『桟敷席』(1874) ピエール＝オーギュスト・ルノワール
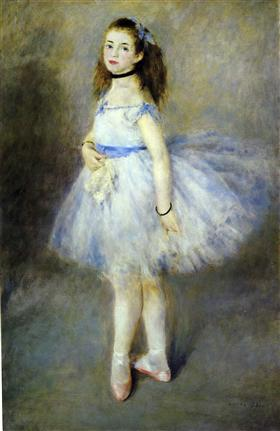
『踊り子』(1874) ピエール＝オーギュスト・ルノワール
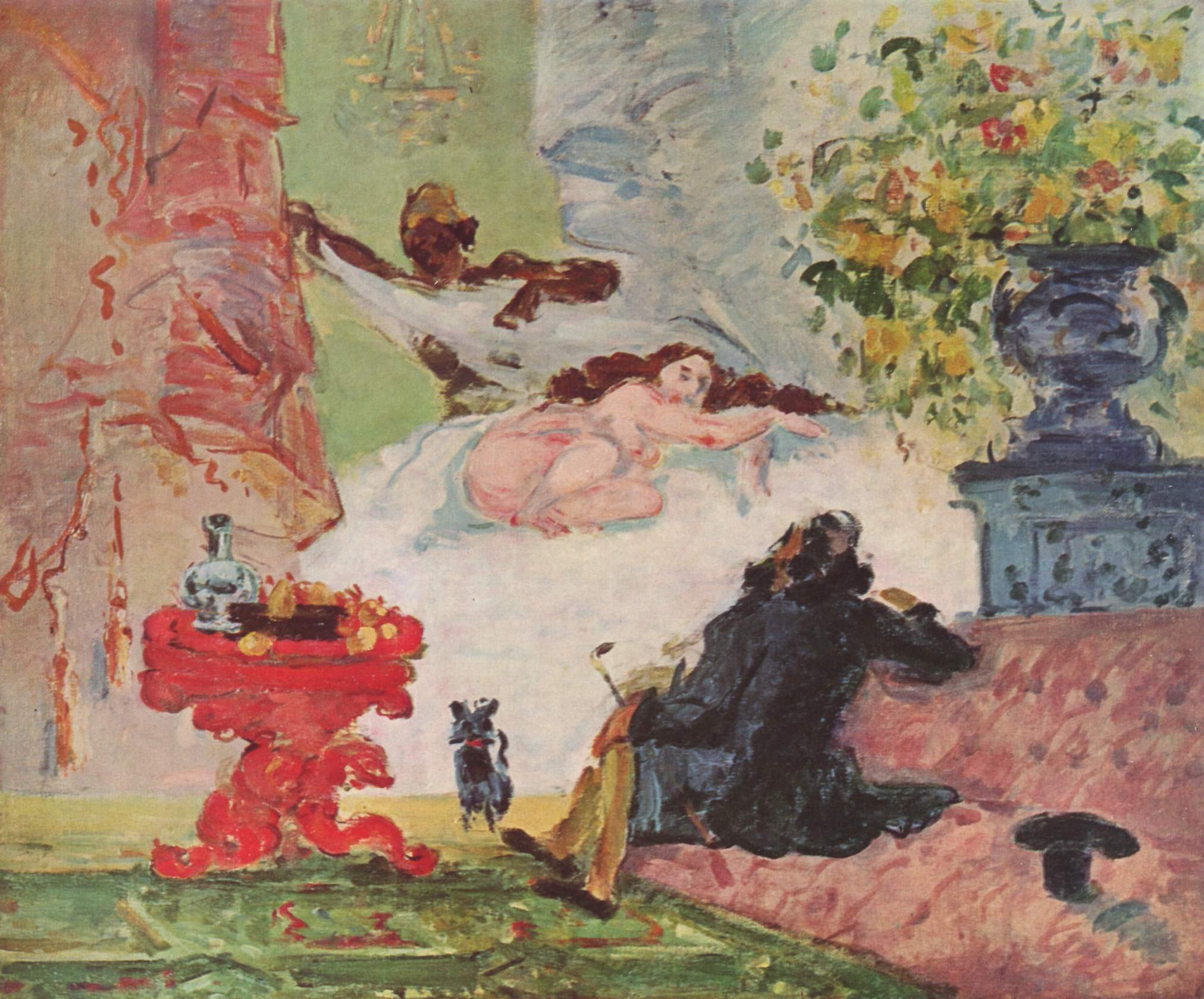
『モデルヌ・オランピア』(1873-74) ポール・セザンヌ
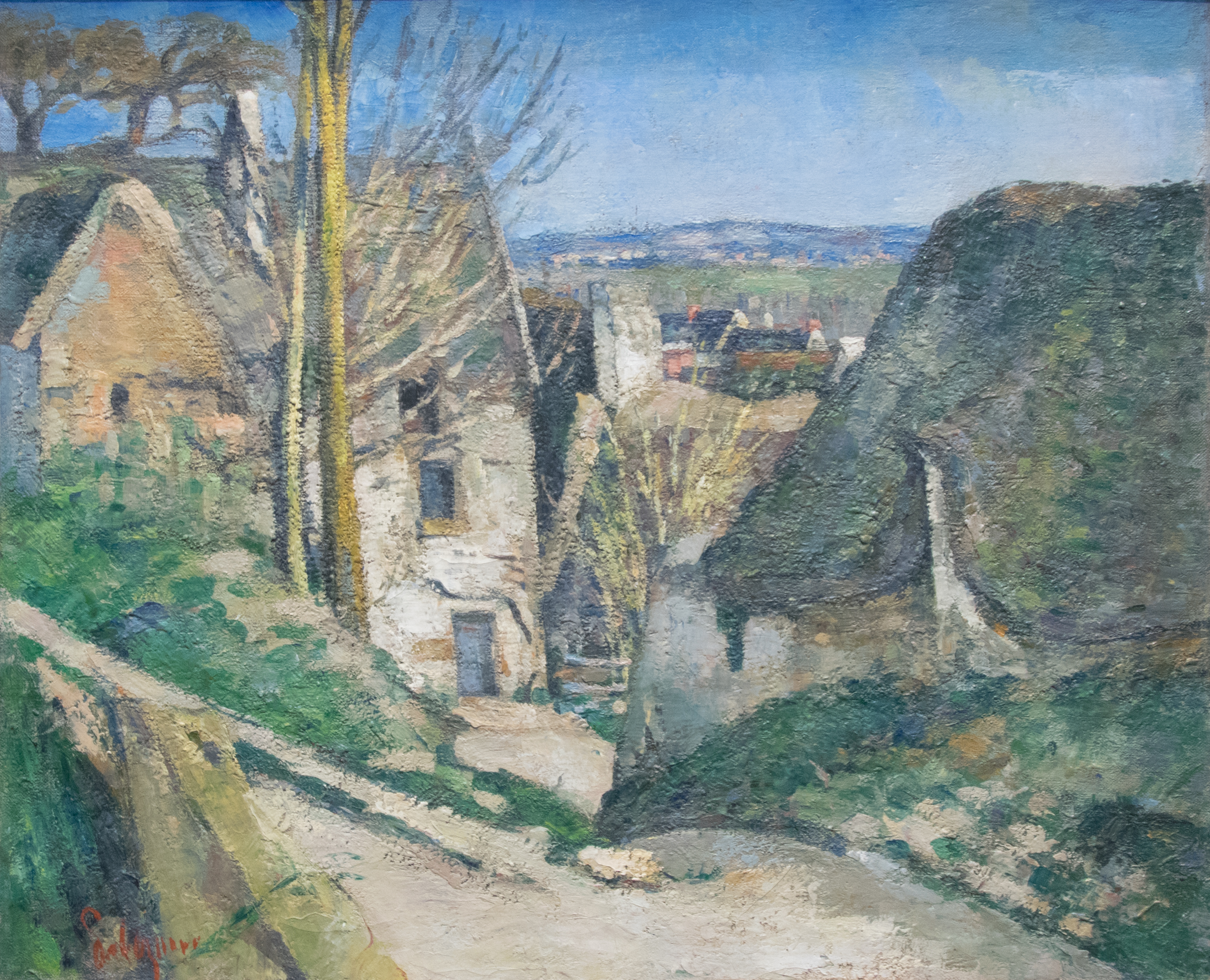
『首つりの家』（1873）ポール・セザンヌ
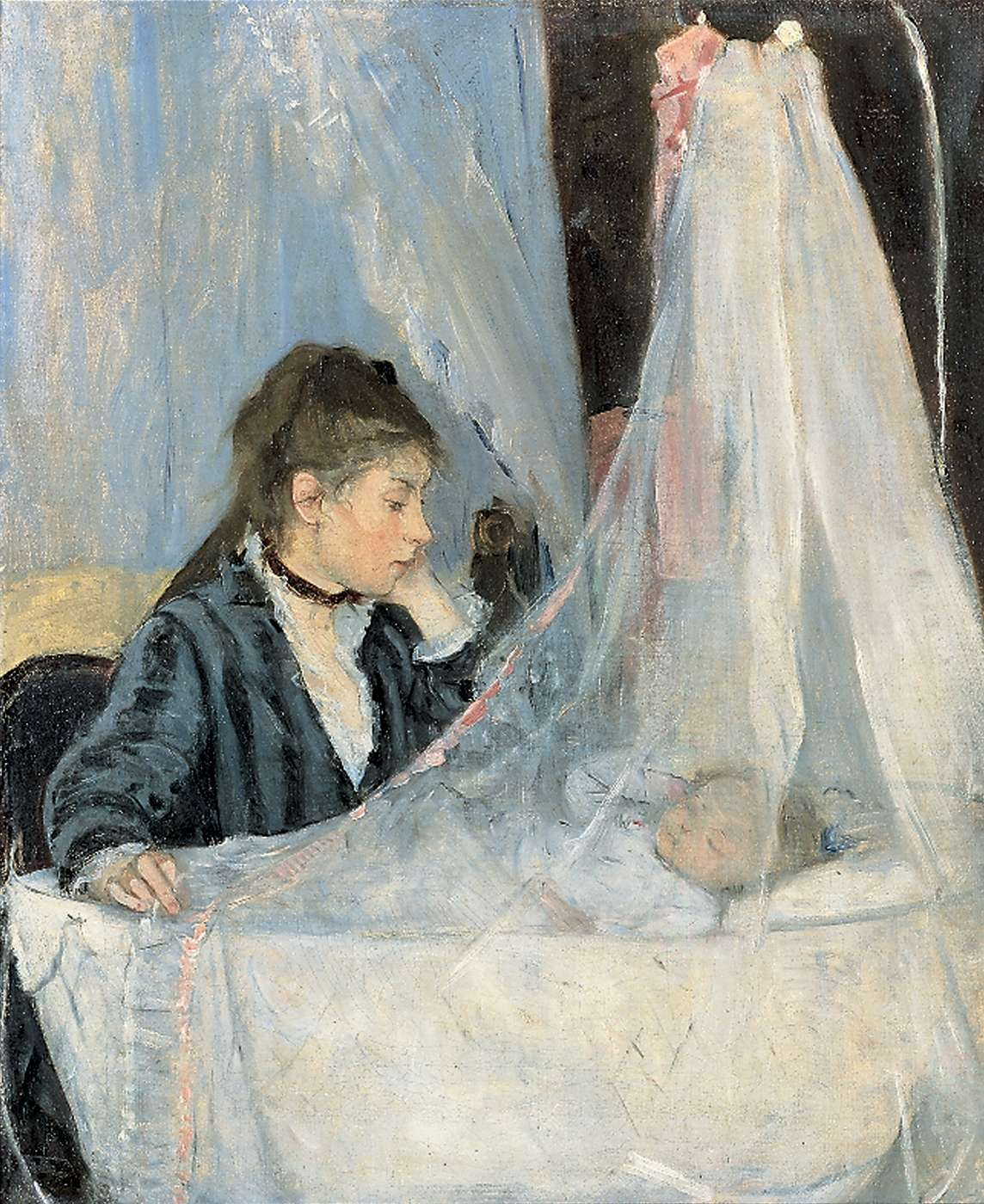
『ゆりかご』(1872) ベルト・モリゾ
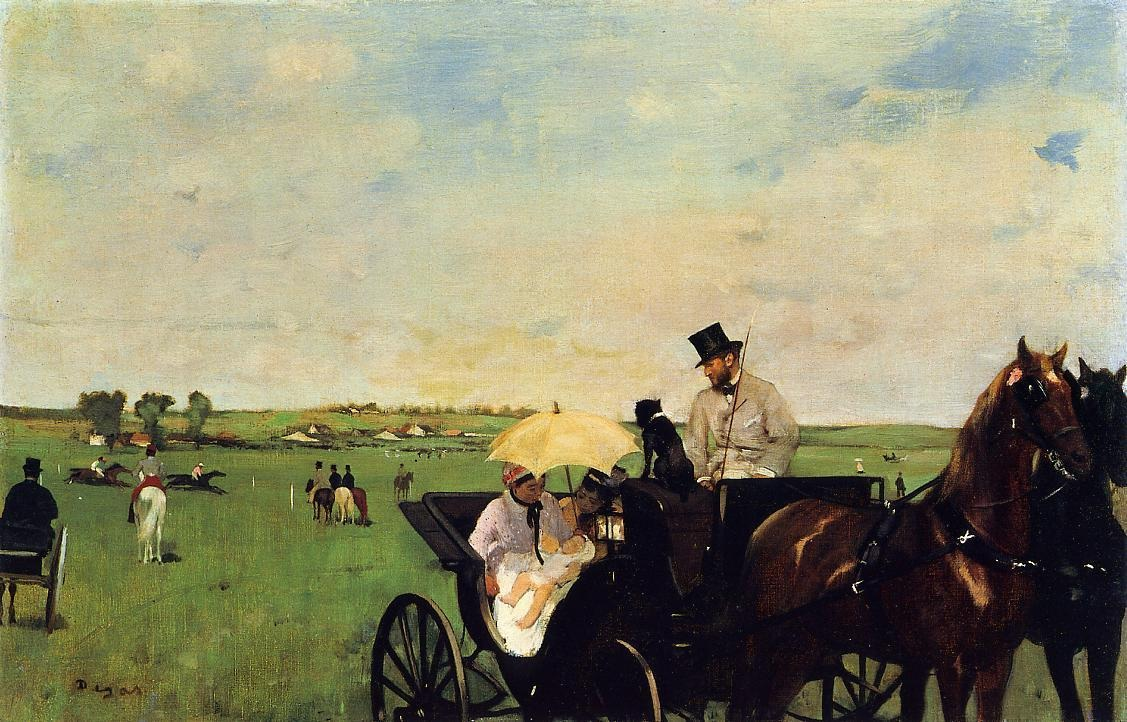
『田舎の競馬場にて』(1869) エドガー・ドガ
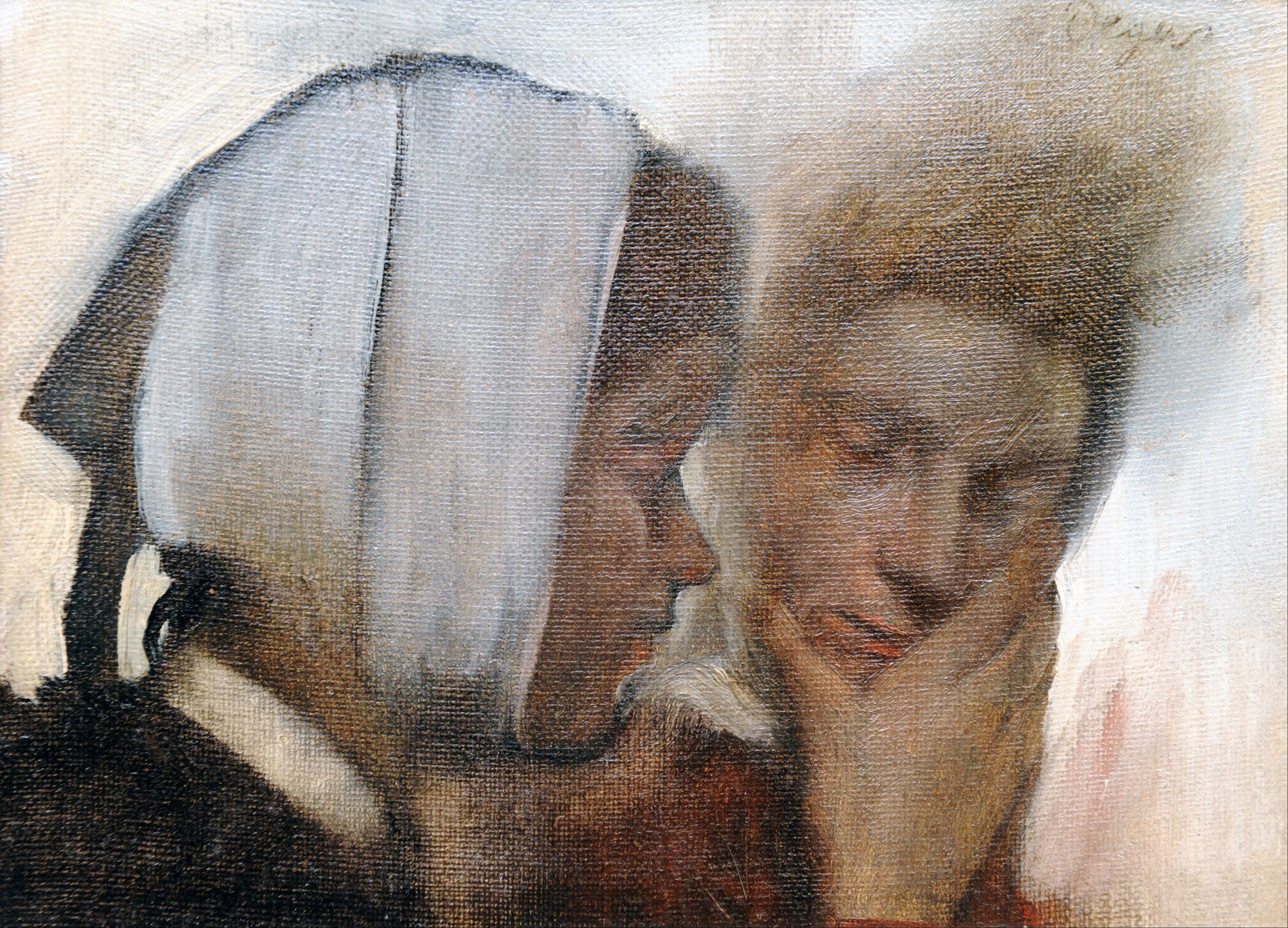
『洗濯女』（1870-1872）エドガー・ドガ
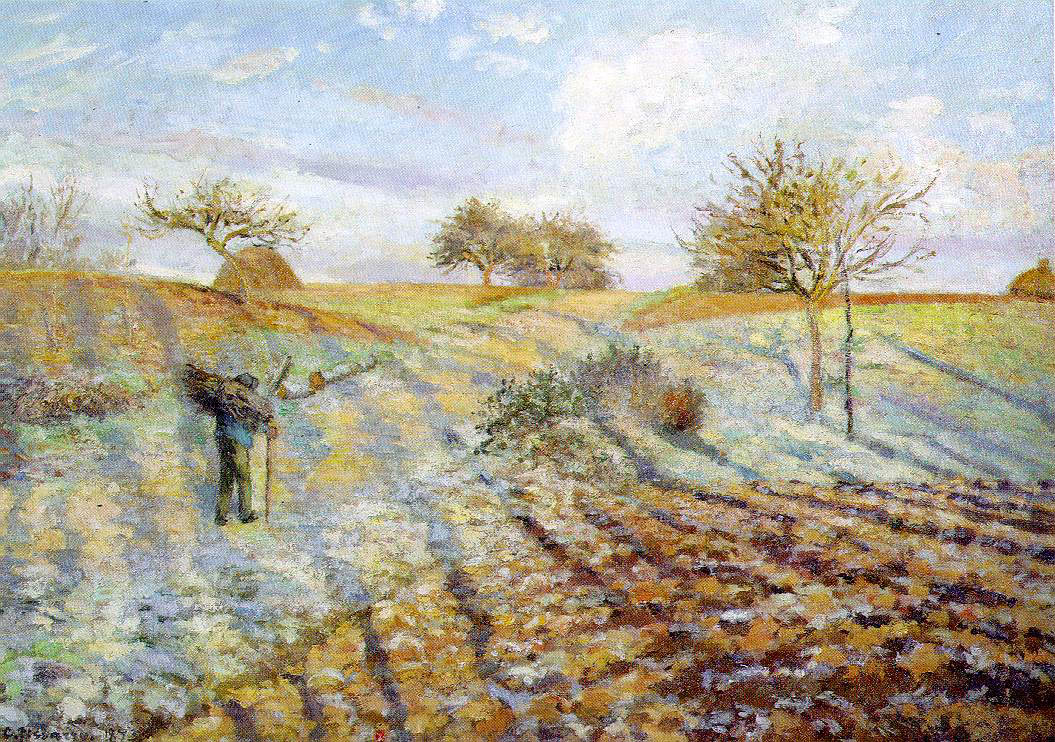
『白い霧』(1873) カミーユ・ピサロ

### 「印象派」という名称

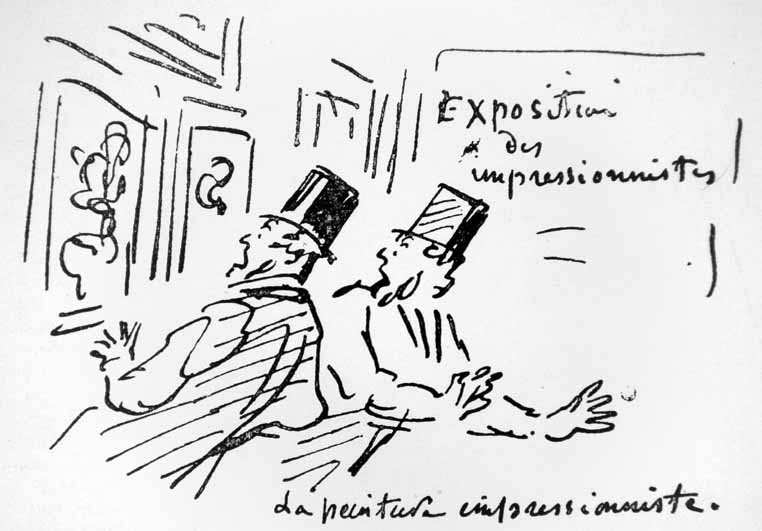
「ル・シャリヴァリ」に掲載されたCham（シャム）による風刺画

1874年4月25日、批評家のルイ・ルロワが、フランスの風刺新聞「ル・シャリヴァリ」にて、皮肉をこめて「印象派の展覧会」と題した批評文を書いた。ルロワと同じくベルタンの弟子であるジョゼフ・ヴァンダン（アカデミズム絵画の画家）との対話形式の戯文で、第1回展の作品を酷評した。作品を批判する上で、展覧会に出品した画家たちとその作品を「印象派」、「印象主義」と呼称した。
この「印象派」という言葉は、モネの「印象、日の出」に由来しているが、他の批評文においてもこの呼称が採用される。この作品の題名にしても、ルノワールの弟エドモンが単に「日の出」では物足りないと言ったところから後で付け加えられた言葉が「印象」なのであった。
美術評論家のジュール＝アントワーヌ・カスタニャリは「ル・シエクル」紙に掲載された「カピュシーヌ大通りの展覧会（Exposition du boulevard des Capucines）」の中で、
と記述している。このように美術評論家の批評文において「印象派」という呼び名が生まれ、同時にこの新たな言葉は一般大衆にも浸透していった。

## 成果
第1回展の総入場者数は3,500人で、並列して行われたサロンの入場者数が400,000人であったとすると極めて少なかった。ルノワールは第1回展が終了した後、会計係であるオーギュスト・オッタンの協力のもと会計計算書を作成した。計算の結果、第1回展に要した総支出は9,272フランであったのに対して、収入は10,221フランであった。黒字に終わったものの、ほとんどの画家は「画家、版画家、彫刻家、芸術家の共同出資会社」の年会費である60フラン分を回収できずに展覧会を終えた。
展覧会が終わったとき、会員たちは借金の支払いと会社の資本の再建のために一人あたり185.5フラン支払わなければならなかった。1874年の9月17日には、13人の会員が組織の解散に同意した。

## 影響
この展覧会はサロン落選組による展覧会として冷笑され、「印象派」という命名も当初は嘲笑によるものだったが、旧来の写実主義や遠近法を離れて光線の効果を重んじ、自分の感覚に正直に、また大胆に事物の印象を描く画法として大きな影響を美術界に与えた。印象主義の主な特色として、戸外での制作、固有色の否定、影から黒色を追放すること、筆触の並列、色調の分割などが挙げられる。彼ら印象派の画家たちは、色彩は光によって生れるとの確信にもとづき、現実的な視覚効果を追究していったのである。また、その影響は絵画にとどまらず、芸術全般におよんだ。
印象派展覧会は計8回開催された。
- 第2回印象派展（フランス語版） （1876年3月30日 - 4月30日）
- 第3回印象派展（フランス語版） （1877年4月4日 - 4月30日）
- 第4回印象派展（フランス語版） （1879年4月10日 - 5月11日）
- 第5回印象派展（フランス語版） （1880年4月10日 - 4月30日）
- 第6回印象派展（1881年4月2日 - 5月1日）
- 第7回印象派展（独立派展、1882年3月1日 - ）
- 第8回印象派展（1886年5月15日 - 6月15日）

1886年に開催された第8回印象派展が最後となり、その前後から新印象主義への動きが生まれた。